# Баптисти
Баптистите са християни, вдъхновени от проповедите на Йоан Кръстител и негови последователи, изразявайки духовното си извисяване чрез ритуала потапяне във вода.
Към 27 година се появило движението и се развило най-вече в Перея, като въодушевило много хора, ставайки причина да предизвика у Ирод Антипа страх. Легендарни сведения предават, че Йоан Кръстител, понеже критикувал повторния брак на Антипа, бил затворен от владетеля и екзекутиран в крепостта Махеронт.
Изследователите предполагат, че последователите на Йоан Кръстител се присъединили към назореите.